# Олтон (Индијана)
Олтон (енгл. Alton) град је у америчкој савезној држави Индијана.

## Демографија
По попису из 2010. године број становника је 55, што је 2 (3,8%) становника више него 2000. године.
| Група             | 2000.       | 2010.      |
| Белци             | 53 (100,0%) | 53 (96,4%) |
| Афроамериканци    | 0 (0,0%)    | 0 (0,0%)   |
| Азијати           | 0 (0,0%)    | 0 (0,0%)   |
| Хиспаноамериканци | 0 (0,0%)    | 2 (3,6%)   |
| Укупно            | 53          | 55         |